# San Bartolomé de las Abiertas
San Bartolomé de las Abiertas – gmina w Hiszpanii, w prowincji Toledo, w Kastylii-La Mancha, o powierzchni 56,86 km². W 2011 roku gmina liczyła 562 mieszkańców.